# Вісбур
Вісбур (Wisbur) — легендарний правитель свеїв з династії Інглінгів.

## В «Сазі про Інґлінґів»
Вісбур був сином Ванланді і Дріви, дочки Сняра Старого із Землі фінів. Згідно «Саги про Інглінгів», у нього було двоє синів від дочки Ауді Багатого — Гісль («gísl» — «лижна палиця») й Ендур («öndurr» — «лижа»). Вісбур кинув цю жінку, і вона повернулася з синами до батька. Коли Гіслю і Ендуру було тринадцять і дванадцять років відповідно, вони зажадали від батька повернути віно їх матері. Той відмовив. Тоді брати звернулися до чаклунки Гульд, яка погубила колись їх діда Ванланді, за допомогою, щоб помститися батькові. Гульд допомогла Гіслю і Ендуру, оголосивши їм, що відтепер у Інглінгів будуть постійно відбуватися вбивства родичів. Брати вночі спалили Вісбура в будинку.

## Сюжетна своєрідність історії про Вісбура в «Сазі про Інглінгів»
У цьому епізоді вперше в сазі з'являються мотиви, характерні не для казок, а для героїчних сказань: війна між родичами, спалення героя в будинку. При цьому зберігаються казкові мотиви («промовисті» імена батьковбивць, чаклунка з ім'ям, типовим для велетки) .

## В «Історії Норвегії»
«Ванланді був батьком Вісбура, чиї сини спалили його живцем разом з усіма його людьми»

## Нащадки
Спадкоємцем Вісбура став син від другої дружини, Домальді.